# Harry F. Byrd, Sr.
Pour les articles homonymes, voir Byrd.
Cet article possède un paronyme, voir Harry F. Byrd, Jr..
Harry Flood Byrd Sr. (10 juin 1887 - 20 octobre 1966) était un éditeur de journaux américain, homme politique et chef du Parti démocrate en Virginie pendant quatre décennies à la tête d’une faction politique. Byrd a été gouverneur de Virginie de 1926 à 1930, puis l’a représenté en tant que sénateur américain de 1933 à 1965. Il accède à la tête de la coalition conservatrice au Sénat et s’opposa au président Franklin D. Roosevelt, bloquant largement la plupart des lois libérales après 1937. Son fils Harry Jr. lui succède en tant que sénateur américain, mais se présente comme indépendant à la suite du déclin de la Machine Byrd.
Byrd a succédé à ce qui avait été l’organisation du Parti démocrate de Virginie du sénateur américain Thomas S. Martin, décédé en 1919. Élu 50e gouverneur de Virginie en 1925, Byrd réorganisa et modernisa initialement le gouvernement de Virginie. Sa machine politique a dominé la politique de l’État pendant une grande partie de la première moitié du 20e siècle.
Les conditions financières en Virginie pendant la jeunesse de Byrd conditionnaient sa réflexion sur les questions fiscales et les politiques financières. Byrd était farouchement opposé à la déségrégation raciale des écoles publiques et était le chef de la résistance massive, une campagne d’opposition aux décisions de la Cour suprême des États-Unis dans Brown v. Board of Education qui a conduit à la fermeture de certaines écoles publiques en Virginie dans les années 1950. Les étudiants qui ont été privés de leur éducation dans plusieurs comtés de Virginie sont devenus connus sous le nom de « génération perdue ». Selon Clarence M. Dunnaville Jr., Byrd était un suprémacisme blanc raciste et déclaré. Bien que payant ses travailleurs noirs et blancs de la même manière, Byrd était farouchement opposé à la déségrégation raciale même au début du New Deal, et plus tard s’opposa aux présidents Harry S. Truman et John F. Kennedy parce qu’ils s’opposaient à la discrimination raciale aux emplois fédéraux. L’organisation Byrd a bénéficié de la faible participation politique des Noirs et des Blancs pauvres de Virginie au moyen de Poll tax et de tests d’alphabétisation. Bien que Byrd n’ait jamais été annoncé comme candidat à la présidence, il a reçu de nombreux votes lors de l’élection présidentielle de 1956 et 15 votes électoraux lors de l’élection de 1960.

### Source
- (en) Cet article est partiellement ou en totalité issu de l’article de Wikipédia en anglais intitulé « Harry F. Byrd » (voir la liste des auteurs).